# Курилов, Николай Александрович
Никола́й Алекса́ндрович Кури́лов (род. 28 января 1973, Москва, СССР) — советский и российский футболист, нападающий, полузащитник.

## Карьера
Воспитанник СДЮШОР московского «Динамо». Первый тренер — А. А. Водягин. В 1991—1994 годах выступал за «Вятку», после чего пополнил ряды клуба «Газовик-Газпром». Летом 1995 года подписал контракт с «Рубином». В 1996 году защищал цвета чайковской «Энергии». 1997 год провёл в ижевском «Зените». В 1998 году перешёл в «УралАЗ». В 1999 году вернулся в «Газовик-Газпром». В 2002 году пополнил ряды «Иртыша». В 2003 году подписал контракт с клубом «Реутов». Завершил карьеру в 2005 году в клубе «Газовик-Газпром».

## Достижения
- Бронзовый призёр зоны «Центр» Второй лиги: 1994